# Johannes Virdung

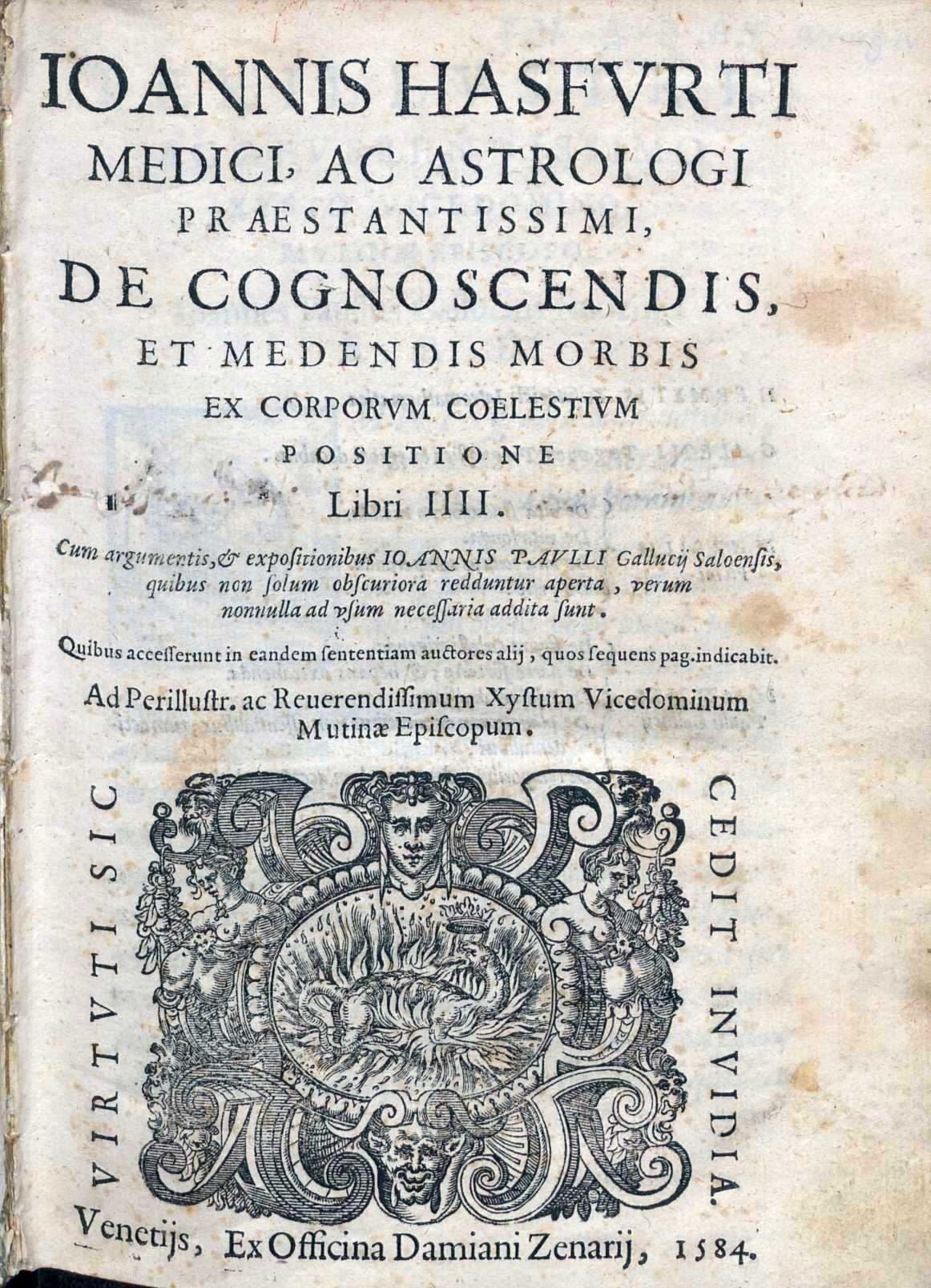
De cognoscendis et medendis morbis ex corporum coelestium positione, 1584

Johannes Virdung (Haßfurt, 1465 circa – 1535 circa) fu un celebre astrologo di inizio Cinquecento.

## Biografia

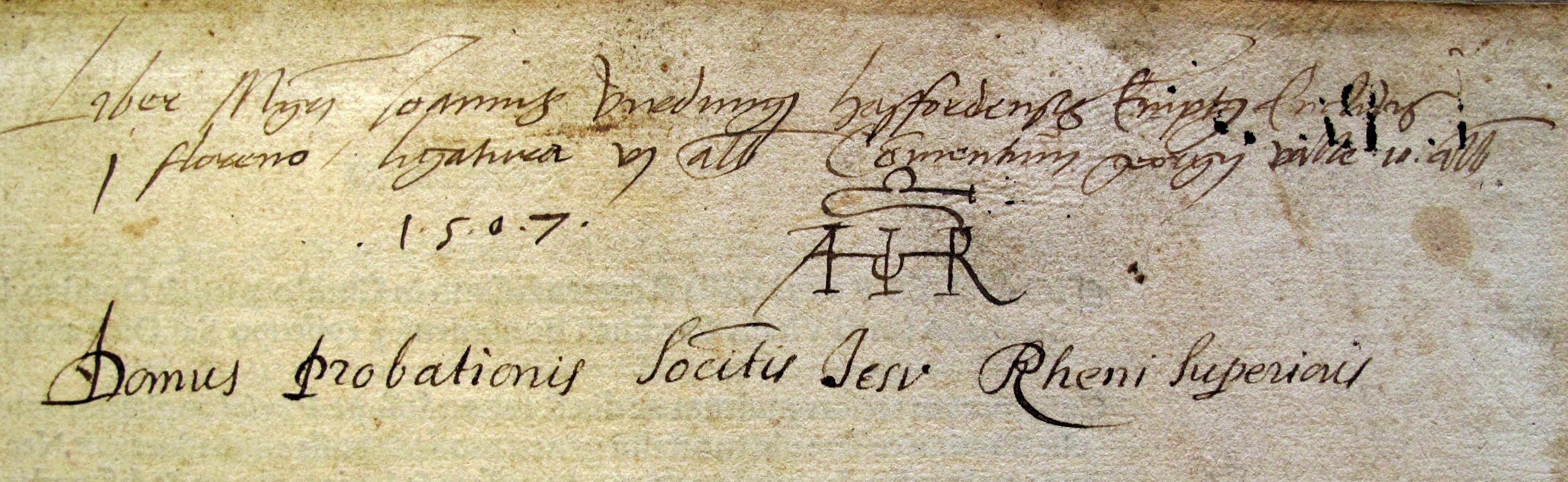
Scritto autografo di Virdung

Ricoprì una posizione ufficiale a Heidelberg, alla corte dell'Elettore Palatino. Scrisse diverse opere con titoli generici, come Prognosticon, Practica, compresa un'opera millenarista dal titolo Practica von dem Entchrist.
Fu corrispondente epistolare di Johannes Trithemius: una lettera di Tritemio, datata 20 agosto 1507 e destinata a Virdung, contiene una delle prime tracce del leggendario mago Dottor Faust, presentatosi sotto il nome di Georgius Sabellicus o Faustus junior
Virdung studiò all'Università di Lipsia dal 1481, quindi a Cracovia dal 1484 al 1486-1487. Nel 1487 ritornò a Lipsia, dove si laureò "Magister" nel 1491. È stato ipotizzato da Kazimierz Piekarski che Virdung appartenesse alla scuola dell'astronomo Albertus de Brudzewo, avendo studiato con lui e con Johannes de Glogovia a Cracovia.

## Opere
- (LA) De cognoscendis et medendis morbis ex corporum coelestium positione, Venezia, Damiano Zenaro, 1584.